# 南井之頭田園住宅
南井之頭田園住宅（みなみいのがしらでんえんじゅうたく）は、現在の東京都三鷹市下連雀一丁目、三鷹警察署万助橋駐在所（三鷹市下連雀1-17-3）の西側、三鷹市山本有三記念館の東側の一角にあたる分譲住宅地。住宅地北側に玉川上水で太宰治が身を投げた地点や、他近隣に萬助橋、三鷹の森ジブリ美術館がある。
表記は文献等によって違いがあり、南井ノ頭田園住宅や南井の頭田園住宅とも表記されることもある。

## 概要
1924年（大正13年）12月31日竣工。
当該の土地は、萬助橋を架けた地元の名士渡邊萬助の渡邊家が所有していた雑木林の土地で、東京・荏原の有力者で、府議会議員を務めた鈴木堅次郎の勧めで、渡邊家の第八代万助で後に三鷹市長も務めたことがある弥六の代に弥六らが事業を開始、住宅街を造成した。
区画分譲の際、近隣の住宅地に比して広い道路幅を取っているほか、隅切りも施して整備した。また分譲区画ごとに井戸を整備し、住人には生垣を奨励したという。
現在でも当時の区画がそのままで残り、敷地の広い住宅が建ち並んでいるが、代替わりも激しく、当時からの住人は少なくなっている。